# Борзов, Сергей Сергеевич
Серге́й Сергеевич Борзо́в (укр. Сергій Сергійович Борзов; род. 12 апреля 1980, Винница, Украинская ССР) — украинский государственный деятель, председатель Винницкой ОГА (18 июня 2020 — 25 июня 2024).

## Биография
Окончил исторический факультет Винницкого педагогического университета.
В 2006—2011 годах — директор команды КВН «Винницкие перцы».
С 2011 по 2012 год — директор команды КВН «Сборная Украины». 
С июня 2014 года — заместитель Руководителя ГУД.
28 августа 2015 — 23 июля 2016, 11 июня — 1 августа 2019 — временно исполнял обязанности руководителя ГУД.
В 2006 году — кандидат в депутаты Винницкого городского совета от партии «Либеральная Украина». В 2010 году был кандидатом в депутаты Винницкого областного совета от партии «Фронт перемен».
Член Совета по вопросам развития Национального культурно-художественного и музейного комплекса «Мистецький арсенал».
С 1 августа 2019 по 18 июня 2020 года — руководитель Государственного управления делами (ГУД).
Кандидат на должность городского головы Винницы в 2020 году от партии «Слуга народа». Глава фракции «Слуга народа» в Винницком горсовете.
С 18 июня 2020 по 25 июня 2024 года — председатель Винницкой областной государственной администрации.
Государственный служащий 2-го ранга.

## Семья
Жена — общественный деятель и политик Ирина Борзова. Дети — Анна, Елизавета и Матвей.